# Logement de fonction
Un logement de fonction est un logement mis à disposition d'un salarié ou d'un fonctionnaire, par son employeur pour lui servir de domicile personnel, en contrepartie d'une obligation de résidence, lié à sa fonction, tant qu'il demeure en poste. 
Il fait partie, comme le véhicule de fonction, des avantages en nature attachés à certains métiers.
Dans certains cas, il peut être associé à la définition du pied-à-terre.